# Viggo Mortensen
Viggo Peter Mortensen Jr., född 20 oktober 1958 i New York, är en amerikansk-dansk skådespelare, musiker, poet, konstnär och fotograf. Mortensen har medverkat i filmer som Sagan om ringen, Hidalgo, Ett perfekt mord, A History of Violence och Eastern Promises.

## Biografi
Mortensen föddes i New York. Hans far Viggo P. Mortensen är dansk och modern Grace är amerikansk.
Under Mortensens första elva levnadsår reste han runt mycket med sin familj och bodde i Venezuela och Danmark, men framförallt i Argentina, där han växte upp mellan ett och elva års ålder. Hans föräldrar skildes 1969, och då flyttade Viggo och hans två yngre bröder Charlie och Walter med sin mor till USA. När Mortensen var ung visste han inte riktigt vad han ville göra med sitt liv, så han provade på många olika saker. Han var bland annat i Danmark och arbetade som lastbilschaufför på Carlsberg.
Viggo Mortensen gick på St Lawrence University och två år efter att han slutat där, 1982, började han studera på Warren Robertsons teaterskola i New York, där han gick i två år. Ett par år senare träffade han Christina Cervenka, sångare i punkbandet X, och 1987 gifte de sig. Ett år senare fick de sonen Henry Blake Mortensen och bodde under ett antal år i Idaho. De skildes 1997, flyttade till Los Angeles och delade vårdnaden om Henry.
Sedan 2010 är Mortensen i ett förhållande med den spanska skådespelerskan Ariadna Gil, hans motspelerska i Alatriste och Appaloosa. De är bosatta i Madrid. Mortensen talar engelska, spanska och danska flytande. Han kan även hjälpligt franska, italienska och svenska.

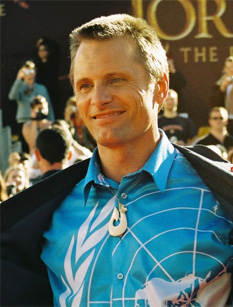
Viggo Mortensen, 2003

## Karriär
Mortensen påbörjade sin karriär inom filmbranschen med Peter Weirs Vittne till mord. Han är en mångsidig karaktärsskådespelare med roller bland annat i Jane Campions film om Henry James, Porträtt av en dam, Sean Penns
Indian Runner och David Cronenbergs A History of Violence och Eastern Promises. I den sistnämnda blev Mortensen Oscarsnominerad för bästa manliga huvudroll. 
Mortensen är förmodligen mest känd tack vare rollen som Aragorn i filmatiseringen av Sagan om ringen-trilogin. Från början var det inte meningen att han skulle spela rollen, men när det visade sig att Stuart Townsend som först skulle spela Aragorn var för ung, fick han erbjudandet. Mortensen tvekade, han hade inte läst böckerna och var därför osäker på om han skulle passa i rollen. Han rådfrågade sin son Henry som rådde honom till att tacka ja till förfrågningen, och morgonen därpå satt han på ett plan mot Nya Zeeland.
Viggo Mortensen har som poet hunnit publicera boken Ten Last Night 1993 och som jazzmusiker har han gjort tre album. Mortensen har som konstnär ställt ut sina målningar vid konstutställningar som, tack vare sin framgång med Sagan om ringen-filmerna, blivit oerhört populära bland både konst- och filmintresserade. Tillsammans med Pilar Perez grundade han det lilla förlaget Perceval Press.

## Filmografi
- 1985 – Vittne till mord - Moses Hochleitner
- 1987 – Miami Vice, avsnitt Red Tape - Eddie Trumbull (gästroll i TV-serie)
- 1987 – Upplopp i Creedmorefängelset - Burke/Forsythe Electrocution
- 1988 – Fresh Horses - Green
- 1990 – Det gyllene fältet - Cameron Dove
- 1990 – Young Guns II - John W. Poe
- 1990 – Mannen med läderansiktet - Texas Chainsaw Massacre III - Tex Sawyer
- 1991 – The Indian Runner - Frank Roberts
- 1993 – Carlito's Way - Lalin
- 1993 – The Young Americans - Carl Frazer
- 1993 – Ruby Cairo - John E. 'Johnny' Faro
- 1993 – Boiling Point - Ronnie
- 1994 – Crew - Phillip
- 1995 – God's Army - Lucifer
- 1995 – Passion of Darkly Noon - Clay
- 1995 – Rött hav - löjtnant Peter "Weps" Ince
- 1996 – Daylight - Roy Nord
- 1996 – Albino Alligator - Guy Foucard
- 1996 – Porträtt av en dam - Caspar Goodwood
- 1997 – G.I. Jane - John Urgayle, officer
- 1997 – Vanishing Point - Jimmy Kowalski (TV-film)
- 1998 – Psycho - Sam Loomis
- 1998 – Ett perfekt mord - David Shaw
- 2000 – 28 dagar - Eddie Boone
- 2001 – Sagan om ringen - Aragorn, "Vidstige"
- 2002 – Sagan om de två tornen - Aragorn, "Vidstige"
- 2003 – Sagan om konungens återkomst - Aragorn, "Vidstige"
- 2004 – Hidalgo - Frank Hopkins
- 2005 – A History of Violence - Tom Stall
- 2006 – Alatriste - Diego Alatriste y Tenorio
- 2007 – Eastern Promises - Nikolai
- 2008 – Appaloosa - Everett Hitch
- 2008 – Good - John Halder
- 2009 – Vägen - Pappan
- 2011 – A Dangerous Method - Sigmund Freud
- 2012 – On the Road - Old Bull Lee
- 2012 – Everybody Has a Plan - Agustín/Pedro
- 2014 – The Two Faces of January - Chester Macfarland
- 2014 – Jauja - Gunnar Dinesen
- 2014 – Far from Men - Daru
- 2016 – Captain Fantastic - Ben Cash
- 2018 – Green Book - Frank "Tony Lip" Vallelonga
- 2019 – Darrylgorn - Cameo (kortfilm)
- 2020 – Falling - John Peterson (även regissör)
- 2020 – Cosmos: Possible Worlds (TV-serie) - Nikolaj Vavilov
- 2022 – Crimes of the Future - Saul Tenser
- 2022 – Thirteen Lives - Richard Stanton

## Utmärkelser
- Screen Actors Guild Awards,  2003
- Golden Boot Awards,  2007
- Sitges stora hederspris,  2009
- Riddare av Dannebrogorden,  2010[2]
- Heders-Bodilpris,  2015[3]
- Donostiapriset,  2020[4]
- Satellite Awards

[Redigera Wikidata]